# (300163) 2006 VW139
288P/2006 VW139
(300163) 2006 VW139, aussi nommée 288P/2006 VW139, est une planète mineure et une comète périodique du système solaire, découverte le 15 novembre 2006 par le programme Spacewatch. Elle fait partie d'une famille d'au moins 11 astéroïdes formée il y a 7,5 ± 0,3 millions d'années  par la disruption d'un précurseur dont le diamètre avoisinait 10 km.
Le 18 septembre 2017, Jessica Agarwal et ses collaborateurs rapportent avoir observé avec le télescope spatial Hubble que (300163) est un système binaire. Il diffère des astéroïdes binaires précédemment connus par la grande séparation des deux partenaires, la similitude de leurs tailles et la forte excentricité de leur orbite mutuelle, ainsi que par l'activité cométaire.